# Mysidia marshalli
Mysidia marshalli är en insektsart som beskrevs av Broomfield 1985. Mysidia marshalli ingår i släktet Mysidia och familjen Derbidae. Inga underarter finns listade i Catalogue of Life.